# 贝尔蒙泰梅扎尼奥
贝尔蒙泰梅扎尼奥（義大利語：Belmonte Mezzagno），是意大利西西里大区巴勒莫广域市的一个市镇。总面积29平方公里，人口11074人，人口密度381.9人/平方公里（2009年）。ISTAT代码为082009。